# Ekrem Akurgal
Ekrem Akurgal (* 30. März 1911 in Tulkarim, Osmanisches Reich; † 1. November 2002 in İzmir) war einer der bedeutendsten türkischen Klassischen Archäologen.

## Leben
Ekrem Akurgal wurde auf der Plantage seiner Großeltern im palästinensischen Tulkarm geboren, wuchs aber bei seinem Vater in der Nähe von Akyazı auf. Mit sieben Jahren übersiedelte er mit der Familie nach Istanbul und besuchte eine französischsprachige Schule. Mit 19 begegnete er Mustafa Kemal Atatürk, von dem er das einzige direkte Stipendium des türkischen Präsidenten erhielt. Damit wurde ihm die Möglichkeit einer Ausbildung in Deutschland eröffnet. Andere türkische Stipendiaten, die ebenfalls mit ihm nach Berlin reisten, waren die späteren Archäologen Sedat Alp und Afif Erzen.
Ekrem Akurgal studierte ab 1932 an der Universität Berlin, wo er 1940 bei Gerhart Rodenwaldt über lykische Reliefs promoviert wurde. Ab 1941 war er an der Universität Ankara tätig. 1944 heiratete er Lemis Baykan, mit der er zwei Söhne hatte. Seinen Namen Akurgal hatte die Familie sich 1935 per Familiennamensgesetz ausgesucht. Akurgal ist der Name eines sumerischen Königs (Akurgal (Lagaš)), an dessen Ausgrabungen Ekrem maßgeblich beteiligt war.
Er war von 1957 bis zu seiner Emeritierung 1981 Professor für Klassische Archäologie an der Universität Ankara. Sein Forschungsfeld umfasste alle antiken Kulturen in Anatolien, darunter Hethiter, Urartäer, Phryger, Lydier, Karer und Lykier. Sein besonderes Augenmerk galt der Kunstgeschichte der griechischen Siedler (ionische und aiolische). Diesbezüglich grub er unter anderem in Phokaia (Foça), Pitane (Çandarlı) und Erythrai. Seine wichtigste Ausgrabung war die von Alt-Smyrna (Bayraklı).
Er ist neben Arif Müfid Mansel der Gründungsvater der Klassischen Archäologie in der modernen Türkei. Als solcher erhielt er zahlreiche Ehrungen, so war er etwa Ehrenmitglied des Deutschen Archäologischen Instituts (1979) und Mitglied der Académie des Inscriptions et Belles-Lettres, der British Academy sowie der Akademien in Düsseldorf (1984), Kopenhagen, Rom, Stockholm und Wien. Er hält zudem die Ehrendoktorwürde der Universitäten Bordeaux, Athen, Lecce und Eskişehir.
Er galt als Anhänger Atatürks und wirkte beim Bau des Mausoleums seines Mäzens mit. Seine Sprachenkenntnisse und sein Fachgebiet erlaubten ihm, fremdsprachige Staatsgäste zu empfangen und ihnen die historischen Schauplätze zu zeigen. Er setzte sich für eine türkisch-griechische Freundschaft ein und gründete mit Aziz Nesin den griechisch-türkischen Freundschaftsverein.
In den 60er und 70er Jahren versuchte er, seine in Europa populären Werke den türkischen Lesern bekannt zu machen, doch fand er zunächst keinen Verlag. Dies sollte sich erst ab den 80er Jahren ändern. 1999, drei Jahre vor seinem Tod, verfasste er seine Autobiographie Erinnerung eines Archäologen – Einige bedeutende Kapitel aus der Kulturgeschichte der Republik Türkei. Er wurde in Izmir, wo er zuletzt lebte und das er aufgrund seiner Offenheit schätzte, auf dem Friedhof Kokluca Mezarlığı begraben. Der Wunsch seiner Witwe, ihn neben seiner bekanntesten Ausgrabung in Alt-Smyrna zu begraben, wurde vom Kultusministerium abgelehnt.
Im Februar 2013 wurde die Ekrem-Akurgal-Bibliothek in der Abteilung Istanbul des Deutschen Archäologischen Instituts eröffnet, die der Abteilung von Akurgals Witwe Meral aus dem Nachlass des Verstorbenen gestiftet wurde.

## Schriften (Auswahl)
- Bir arkeoloğun anıları. Türkiye Cumhuriyeti kültür tarihinden birkaç yapraklar. Ankara, Türkiye Bilimler Akademisi 1999, ISBN 975-405-166-6 (Autobiographie mit Schriftenverzeichnis)
  - Deutsch: Erinnerungen eines Archäologen. Einige bedeutende Kapitel aus der Kulturgeschichte der Republik Türkei. Verlag Franz Philipp Rutzen Ruhpolding / Harrassowitz, Wiesbaden 2013, ISBN 978-3-447-06875-8.
- Griechische und römische Kunst in der Türkei (1987)
- Alt-Smyrna, 1: Wohnschichten und Athenatempel (1983)
- Ancient civilizations and ruins of Turkey (1969)
- Urartäische und altiranische Kunstzentren (1968)
- Orient und Okzident (1966)
- mit Richard Ettinghausen (Hrsg.): Die Türkei und ihre Kunstschätze. Das Anatolien der frühen Königreiche, Byzanz, die islamische Zeit (1966)
- Die Kunst der Hethiter (1961)
- Die Kunst Anatoliens von Homer bis Alexander. W. de Gruyter, Berlin 1961, ISBN 978-3-11-001351-1 (eingeschränkte Vorschau in der Google-Buchsuche).
- Vorläufiger Bericht über die Ausgrabungen in Sinope (1956)
- Zwei Grabstelen vorklassischer Zeit aus Sinope (1955)
- Phrygische Kunst (1955)
- Späthethitische Bildkunst (1949)
- Remarques stylistiques sur les Reliefs de Malatya (1946)
- Griechische Reliefs des VI. Jahrhunderts aus Lykien (1941) (= Dissertation)